# Кронье, Эндрю
Эндрю Питер Кронье (англ. Andrew Peter Cronje, 15 мая 1984, Йоханнесбург, ЮАР) — южноафриканский хоккеист (хоккей на траве), защитник.

## Биография
Эндрю Кронье родился 15 мая 1984 года в южноафриканском городе Йоханнесбург.
Окончил Кейптаунский университет по специальности «предпринимательский менеджмент».
Играл в хоккей на траве за Западно-Капскую провинцию.
В 2008 году вошёл в состав сборной ЮАР по хоккею на траве на летних Олимпийских играх в Пекине, занявшей 12-е место. Играл на позиции защитника, провёл 6 матчей, мячей не забивал.
В 2012 году вошёл в состав сборной ЮАР по хоккею на траве на летних Олимпийских играх в Лондоне, занявшей 11-е место. Играл на позиции защитника, провёл 6 матчей, забил 1 мяч в ворота сборной Индии.
В 2014 году в составе сборной ЮАР участвовал в хоккейном турнире Игр Содружества в Глазго.

## Семья
Женат, есть дочь и сын.